# Kendall Gretsch
Kendall Gretsch (ur. 2 kwietnia 1992 w Downers Grove) – amerykańska biegaczka narciarska, biathlonistka oraz triathlonistka, paraolimpijka.

## Życiorys
Kendall Gretsch urodziła się 2 kwietnia 1992 roku we wsi Downers Grove w stanie Illinois z rozszczepem kręgosłupa. Uczęszczała do Washington University in St. Louis, gdzie przyswajała nauki biomedyczne. Brała udział w paratriathlonie, a w 2014 roku została wybrana na najlepszą zawodniczkę tej dyscypliny w Stanach Zjednoczonych. Chciała spróbować swoich sił w innym sporcie. Pierwszy raz narciarstwa zasmakowała w klubie Central Cross Country Ski Association w Madison w 2014 roku.
Jest córką Richarda i Patty Gretsch. Ma dwie siostry, Sarah i Stephanie.
W 2018 roku wystąpiła w zimowych igrzyskach paraolimpijskich w Pjongczangu.